# Curriea fasciatipennis
Curriea fasciatipennis är en stekelart som beskrevs av William Harris Ashmead 1900. Curriea fasciatipennis ingår i släktet Curriea och familjen bracksteklar. Inga underarter finns listade i Catalogue of Life.